# 기도 (드라마)
《기도》는 MBC에서 1980년 8월 8일에 방영된 여름 특집극으로, 평범하게 살아가던 30대 부부가 남편의 죽음을 앞두고 벌이는 부부간의 대화를 중심으로 그린 심리극이다.

## 줄거리
중병으로 고생하던 남편이 죽음 직전에 병원에서 증발하는데 아내는 남편이 갈 만한 곳을 샅샅이 뒤진다.

## 출연진
- 김혜자 : 혜수 역
- 오지명 : 혜수의 남편
- 한인수
- 김상순
- 정혜선
- 김영옥
- 김윤경
- 남성훈
- 김애경
- 최윤숙
- 박영태
- 김석옥
- 홍성애
- 길용우
- 신금매
- 장보규
- 최지원
- 이상숙
- 조진원
- 조인선
- 홍민우
- 김철화
- 조남석